# Player Select
Player Select är den amerikanska komedigruppen Starbombs andra studioalbum släppt 16 december 2014. Albumets låtar är parodier på TV-spel.

## Låtlista
Alla låtar är skrivna och komponerade av Arin Hanson, Dan Avidan, och Brian Wecht. 
| Nr           | Titel                                            | Parodi                           | Längd |
| ------------ | ------------------------------------------------ | -------------------------------- | ----- |
| 1.           | "Intro"                                          |                                  | 1:24  |
| 2.           | "Smash!" (med Markiplier)                        | Super Smash Bros.                | 2:37  |
| 3.           | "Robots in Need of Disguise"                     | Transformers: Robots in Disguise | 2:32  |
| 4.           | "The Hero of Rhyme"                              | The Legend of Zelda              | 1:57  |
| 5.           | "Toad Joins the Band"                            | Super Mario                      | 0:54  |
| 6.           | "The New Pokérap"                                | Pokémon                          | 1:51  |
| 7.           | "Glass Joe's Title Fight"                        | Punch-Out!!                      | 2:18  |
| 8.           | "Mortal Kombat High"                             | Mortal Kombat                    | 2:18  |
| 9.           | "Inky's Lament"                                  | Pac-Man                          | 1:20  |
| 10.          | "God of No More"                                 | God of War                       | 2:16  |
| 11.          | "Atari Mystery Hour"                             | Pong                             | 0:41  |
| 12.          | "Minecraft Is for Everyone" (med Markus Persson) | Minecraft                        | 2:04  |
| 13.          | "The Simple Plot of Metal Gear Solid"            | Metal Gear Solid                 | 2:46  |
| 14.          | "Outro"                                          |                                  | 0:37  |
| Total längd: | Total längd:                                     | Total längd:                     | 25:55 |